# Betűjelölés
A címertanban a színek jelölésére a címerleírás mellett legkorábban az adott színt annak kezdőbetűjével jelölték a különféle nyelvekben. A színjelölésre ma is használt vonalkázás ennél későbbi eredetű.

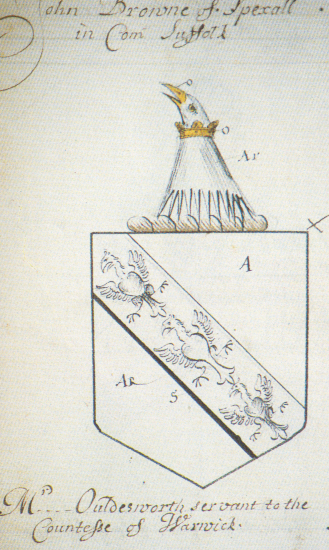
Példa a betűjelölésre John Browne címerén (1591)

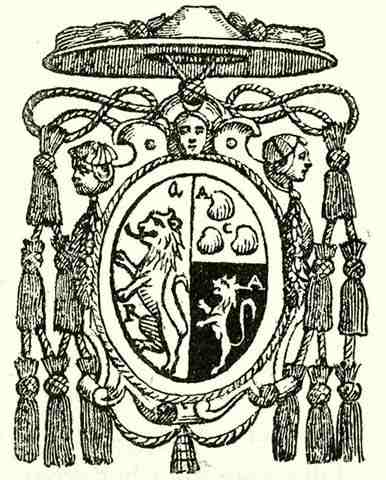
Aragóniai János bíboros, esztergomi érseki kormányzó (1480-1485), Beatrix királyné bátyjának címere Alphonsus Ciacconius Historia Rom. Pontificum című művéből. A heraldikai színeket betűkkel jelöli.

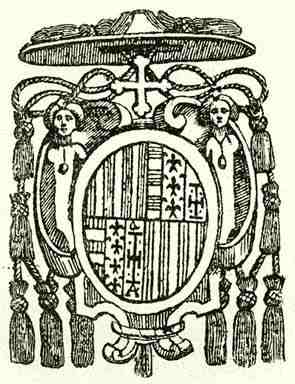
Veronai (Rangoni) Gábor (1420–1486) bíboros (1477-től), erdélyi püspök (1472-1486) címere Alphonsus Ciacconius Historia Rom. Pontificum című művéből.

## A betűjelölés kialakulása
A heroldok által összeállított kéziratos címertekercsek és címerkönyvek ábrái általában színesek voltak. Később, a könyvnyomtatás korában, a fametszet és a rézmetszet feltalálásával vált szükségessé a színezetlen ábrákon a címerek színeinek jelölése. Erre általában kétféle módszert használtak: a kezdőbetűkkel való jelölést (angol tricking) és a vonalkázást (angol hatching). Az előbbit a heroldok vezették be, az utóbbit a heraldikusok.
A színeket kezdetben az adott szóval jelölték, mint például Martin Schrot 1576-ban, Wappenbuch című könyvében. Christian Urstis Baselische Chronik (1580) című művében a színeket már azok kezdőbetűivel rövidítette. Előtte ezt a módszert Virgil Solis (Wappenbüchlein, 1555) és Johann von Francolin (1560) alkalmazta.
Körülbelül Urstissal egy időben Don Alphonsus [Francisco] Ciacconius (1540–1599), spanyol domonkos szerzetes Rómában a színek latin kezdőbetűit használta. Az arany jele nála A. (aurum), az ezüsté, illetve a fehéré a. (argentum), a kéké C. (caeruelus), a vörösé R. (rubeus), a zöldé V. (viridis) volt. A fekete (niger) a rendszeréből hiányzik, de ezt általában magával a fekete színnel jelölték.
A heraldikát ekkoriban az allegorikus és asztrológiai szemlélet uralta. A heraldikusok a címerek és a színek szimbolikus jellegét vallották és azokat a szimpátia tanának megfelelően bolygókhoz, drágakövekhez stb. kapcsolták. Egyes később használatba vett színeket asztrológiai szimbólumokkal jelöltek. (Lásd a táblázatot.)
A fő színeken kívül egyéb színeknek is voltak angol és más nyelvű rövidítései (természetes szín, Proper – Ppr, pp; hermelin, Ermine – Er stb.). A természetes szín (carnea tinctura) jelölésére a korabeli heraldikában az oroszlán állatjegy fordított jelét () használták, és a német heraldikában a hét alapszínen túli színek jelölésére a háromlevelű lóherét alkalmazták („qui ultimus color alibi signo trifolii  pinguitur“). Spener szerint (1717. 113) a heraldikában a narancs és a sötétbíbor jelölésére az Oroszlán szimbólumát () használták. Az emelkedő és hanyatló holdcsomópontok (a sárkányfej és a sárkányfarok) asztrológiai jelei ( ) is az oroszlán csillagjegy szimbólumából erednek, melynek a középkori asztrológiában kitüntetett szerepe volt.

## A betűjelölés visszaszorulása
A betűjelölés betűit gyakran nehezen lehetett feloldani és az olvasó nem mindig értette meg azokat, ami téves interpretációkhoz vezetett.
A heroldok nem kedvelték a vonalkázást és az angol Címerhivatalban még a 17. század után is inkább a betűjelölést alkalmazták, néha a színes és a vonalkázott ábrákon is. A rajzoló számára a betűjelölés alkalmazása egyszerűbb volt, mint a vonalkázásé.
Otto Titan von Hefner szerint a vonalkázás nyomai a fametszeteken már a 15. és 16. században megjelentek. Vincenzio vagy Vincenzo Maria Borghini a vonalkázást és a betűjelölést is használta. Művének fametszetein a fémek és a színek között úgy tett különbséget, hogy az összes fémet a metszeteken fehéren hagyta, és az összes színt egyféleképpen vonalkázta, azon a módon, melyet ma a zöld szín jelölésére használunk. A mezőkben és a címerábrákon emellett a színeket még azok kezdőbetűivel is jelölte (R. – rosso – vörös, A. – azure – kék, N. – nigro – fekete, G. – gialbo – sárga, és B. – biancho – fehér). A zöld a bemutatott címereken nem fordult elő.
A betűjelölés a 17. század elejétől fokozatosan visszaszorult, bár néha még ma is használják, elsősorban az angol nyelvű címertanokban, ahol ugyanazon szín rövidítésére is gyakran használtak eltérő rövidítéseket, főleg a régebbi korokban. (Lásd a fenti táblázatot.)